# Sóc đỏ Junín
Sóc đỏ Junín, tên khoa học Sciurus pyrrhinus, là một loài động vật có vú trong họ Sóc, bộ Gặm nhấm. Loài này được Thomas mô tả năm 1898. Chúng là loài đặc hữu của Peru.